# Narais
Der Narais ist ein Fluss in Frankreich, der im Département Sarthe in der Region Pays de la Loire verläuft. Er  entspringt an der Gemeindegrenze von Marigné-Laillé und Saint-Mars-d’Outillé, entwässert generell in nördlicher Richtung und mündet nach rund 26 Kilometern im Gemeindegebiet von Saint-Mars-la-Brière als linker Nebenfluss in die Huisne.

## Orte am Fluss
(Reihenfolge in Fließrichtung)
- La Butte Fouquereau, Gemeinde Marigné-Laillé
- La Sinétrie, Gemeinde Saint-Mars-d’Outillé
- Challes
- Saint-Mars-la-Brière